# Liste der Kulturdenkmale in Beckerich
In der Liste der Kulturdenkmale in Beckerich sind alle Kulturdenkmale der luxemburgischen Gemeinde Beckerich aufgeführt (Stand: 15. Juli 2025).

## Kulturdenkmale nach Ortsteil

### Beckerich
| Bild           | Bezeichnung               | Lage                         | Beschreibung | Stufe | Eingetragen seit   |
| -------------- | ------------------------- | ---------------------------- | ------------ | ----- | ------------------ |
| Weitere Bilder | Kreuzerhöhungskapelle     | Kahlenberg (Karte)           |              | PCN   | 20. März 2019      |
|                | Mühle                     | 103, Huewelerstrooss (Karte) |              | PCN   | 16. September 2020 |
| Gebäude        | Gebäude                   | 1, Huewelerstrooss (Karte)   |              | PCN   | 16. September 2020 |
| Weitere Bilder | Kirche Sts-Pierre-et-Paul | Dikrecherstrooss (Karte)     |              | PCN   | 11. Februar 2022   |
| „Frisingshaus“ | „Frisingshaus“            | 7, Dikrecherstrooss (Karte)  |              | IS    | 12. September 2013 |
| Gebäude        | Gebäude                   | 72, Huewelerstrooss (Karte)  |              | IS    | 12. Juni 2019      |
| Gebäude        | Gebäude                   | 33, Arelerstrooss (Karte)    |              | IS    | 12. Juni 2019      |
|                | Gebäude                   | 37, Arelerstrooss (Karte)    |              | IS    | 12. Juni 2019      |

### Elvingen/Hovelingen
| Bild                                                | Bezeichnung                                         | Lage                        | Beschreibung | Stufe | Eingetragen seit                         |
| --------------------------------------------------- | --------------------------------------------------- | --------------------------- | ------------ | ----- | ---------------------------------------- |
|                                                     | Archäologische Fundstätte                           | Kaasselberg (Karte)         |              | PCN   | 9. Mai 2018, 6. September 2018 erweitert |
| Weitere Bilder                                      | Kirche St-Blaise                                    | Haaptstrooss (Karte)        |              | PCN   | 20. März 2019                            |
| Gebäude                                             | Gebäude                                             | 35, Haaptstrooss (Karte)    |              | PCN   | 5. März 2021                             |
| Ehemaliges Pfarrhaus                                | Ehemaliges Pfarrhaus                                | 2, Kierchewee (Karte)       |              | PCN   | 26. Juni 2023                            |
| Wegkapelle zwischen ehemaligem Pfarrhaus und Kirche | Wegkapelle zwischen ehemaligem Pfarrhaus und Kirche | (Karte)                     |              | PCN   | 26. Juni 2023                            |
|                                                     | Gebäude                                             | 31, Kneppchen (Karte)       |              | PCN   | 18. Juli 2024                            |
| Eiche (Quercus sp.)                                 | Eiche (Quercus sp.)                                 | Haaptstrooss (Karte)        |              | IS    | 29. März 1974                            |
| Bauernhof                                           | Bauernhof                                           | 61, Haaptstrooss (Karte)    |              | IS    | 26. Juni 2017                            |
| Wohnhaus                                            | Wohnhaus                                            | 1, Haaptstrooss (Karte)     |              | IS    | 29. Dezember 2017                        |
| Wohnhaus                                            | Wohnhaus                                            | 3, Haaptstrooss (Karte)     |              | IS    | 29. Dezember 2017                        |
|                                                     | Gebäude                                             | 8, Näerdenerstrooss (Karte) |              | IS    | 27. Juni 2019                            |

### Levelingen
| Bild           | Bezeichnung          | Lage                               | Beschreibung | Stufe | Eingetragen seit |
| -------------- | -------------------- | ---------------------------------- | ------------ | ----- | ---------------- |
| Bauernhof      | Bauernhof            | 1, Biekerecherwee (Karte)          |              | IS    | 8. November 2017 |
| Weitere Bilder | Kapelle Ste-Walburge | Pallenerwee/Biekerecherwee (Karte) |              | IS    | 17. Oktober 2018 |

### Oberpallen
| Bild      | Bezeichnung | Lage                  | Beschreibung | Stufe | Eingetragen seit |
| --------- | ----------- | --------------------- | ------------ | ----- | ---------------- |
| Pfarrhaus | Pfarrhaus   | 7, Kierchewee (Karte) |              | IS    | 9. August 2012   |

### Schweich
| Bild           | Bezeichnung                                 | Lage                             | Beschreibung | Stufe | Eingetragen seit |
| -------------- | ------------------------------------------- | -------------------------------- | ------------ | ----- | ---------------- |
| Gebäude        | Gebäude                                     | 18, Sëllerstrooss (Karte)        |              | PCN   | 31. Januar 2020  |
| Gebäude        | Gebäude                                     | 20, Sëllerstrooss                |              | PCN   | 31. Januar 2020  |
| Weitere Bilder | Kapelle der vier Evangelisten               | Kapellebierg (Karte)             |              | PCN   | 2. Juni 2021     |
| Bauernhof      | Bauernhof                                   | 54, Kräizerbucherstrooss (Karte) |              | PCN   | 23. Juli 2021    |
|                | Archäologische Fundstätte                   | Houbierg                         |              | IS    | 14. März 2018    |
|                | Archäologische Fundstätte „fosse aux loups“ | (Karte)                          |              | IS    | 11. April 2018   |

Legende: PCN – Immeubles et objets bénéficiant des effets de classement comme patrimoine culturel national; IS – Immeubles et objets inscrits à l’inventaire supplémentaire

## Quelle
- Liste des immeubles et objets beneficiant d’une protection nationales, Nationales Institut für das gebaute Erbe, Fassung vom 9. Juni 2023, S. 4 ff. (PDF)

- Karte mit allen Koordinaten:
- OSM |
- WikiMap

Bad Mondorf |
Bartringen |
Bauschleiden |
Bech |
Beckerich |
Befort |
Berdorf |
Bettemburg |
Bettendorf |
Betzdorf |
Bissen |
Biwer |
Burscheid |
Bous-Waldbredimus |
Clerf |
Colmar-Berg |
Consdorf |
Contern |
Dalheim |
Diekirch |
Differdingen |
Dippach |
Düdelingen |
Echternach |
Ell |
Ernztalgemeinde |
Erpeldingen an der Sauer |
Esch an der Alzette |
Esch an der Sauer |
Ettelbrück |
Fels |
Feulen |
Fischbach |
Flaxweiler |
Frisingen |
Garnich |
Goesdorf |
Grevenmacher |
Grosbous-Wahl |
Habscht |
Heffingen |
Helperknapp |
Hesperingen |
Junglinster |
Käerjeng |
Kayl |
Kehlen |
Kiischpelt |
Koerich |
Kopstal |
Lenningen |
Leudelingen |
Lintgen |
Lorentzweiler |
Luxemburg |
Mamer |
Manternach |
Mersch |
Mertert |
Mertzig |
Monnerich |
Niederanven |
Nommern |
Parc Hosingen |
Petingen |
Préizerdaul |
Pütscheid |
Rambruch |
Reckingen/Mess |
Redingen/Attert |
Reisdorf |
Remich |
Roeser |
Rosport-Mompach |
Rümelingen |
Saeul |
Sandweiler |
Sassenheim |
Schengen |
Schieren |
Schifflingen |
Schüttringen |
Stadtbredimus |
Stauseegemeinde |
Steinfort |
Steinsel |
Strassen |
Tandel |
Ulflingen |
Useldingen |
Vianden |
Vichten |
Waldbillig |
Walferdingen |
Weiler zum Turm |
Weiswampach |
Wiltz |
Winseler |
Wintger |
Wormeldingen